# Tour de Lombardie 1908
La 4e édition de la course cycliste, le Tour de Lombardie a eu lieu le 8 novembre 1908 et a été remportée par le Luxembourgeois François Faber.

## Classement final
| \| 1. François Faber \| Luxembourg \| en \| 7 h 18 min 36 s \| \| 2. Luigi Ganna \| Italie \| à \| 14 min 57 s \| \| 3. Giovanni Gerbi \| Italie \| \| 24 min 09 s \| \| 4. Carlo Mairani \| Italie \| \| 56 min 09 s \| \| 5. Guido Ghirardini \| Italie \| \| 1 h 20 min 09 s \| \| 6. Annibale Magni \| Suisse \| \| 1 h 25 min 24 s \| \| 7. Francesco Amelli \| Italie \| \| 2 h 03 min 49 s \| \| 8. Adolfo Denti \| Italie \| \| 2 h 20 min 24 s \| \| 9. Pietro Tanni \| Italie \| \| 2 h 25 min 24 s \| \| 10. Sante Goi \| Italie \| \| 2 h 50 min 56 s \| |            |    |                 |
| 1. François Faber | Luxembourg | en | 7 h 18 min 36 s |
| 2. Luigi Ganna | Italie     | à  | 14 min 57 s     |
| 3. Giovanni Gerbi | Italie     |    | 24 min 09 s     |
| 4. Carlo Mairani | Italie     |    | 56 min 09 s     |
| 5. Guido Ghirardini | Italie     |    | 1 h 20 min 09 s |
| 6. Annibale Magni | Suisse     |    | 1 h 25 min 24 s |
| 7. Francesco Amelli | Italie     |    | 2 h 03 min 49 s |
| 8. Adolfo Denti | Italie     |    | 2 h 20 min 24 s |
| 9. Pietro Tanni | Italie     |    | 2 h 25 min 24 s |
| 10. Sante Goi | Italie     |    | 2 h 50 min 56 s |